# Можи-Мирин
Можи-Мирин (порт. Mogi Mirim)  —  муниципалитет в Бразилии, входит в штат Сан-Паулу. Составная часть мезорегиона Кампинас. Входит в экономико-статистический  микрорегион Можи-Мирин. Население составляет 93 820 человек на 2006 год. Занимает площадь 499,115 км². Плотность населения — 188,0 чел./км².
Праздник города —  22 октября. 

## История
Город основан в 1769 году.

## Статистика
- Валовой внутренний продукт на 2003 составляет 1.124.204.120,00 реалов (данные: Бразильский институт географии и статистики).
- Валовой внутренний продукт на душу населения на 2003 составляет 12.752,59 реалов (данные: Бразильский институт географии и статистики).
- Индекс развития человеческого потенциала на 2000 составляет 0,825 (данные: Программа развития ООН).

## География
Климат местности: тропический. В соответствии с классификацией Кёппена, климат относится к категории Cfa.

## Галерея

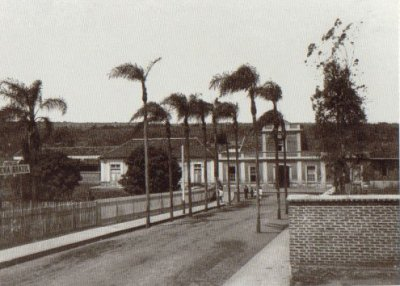
Вокзал
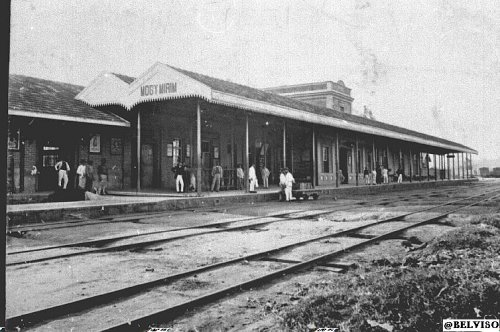
Вокзал
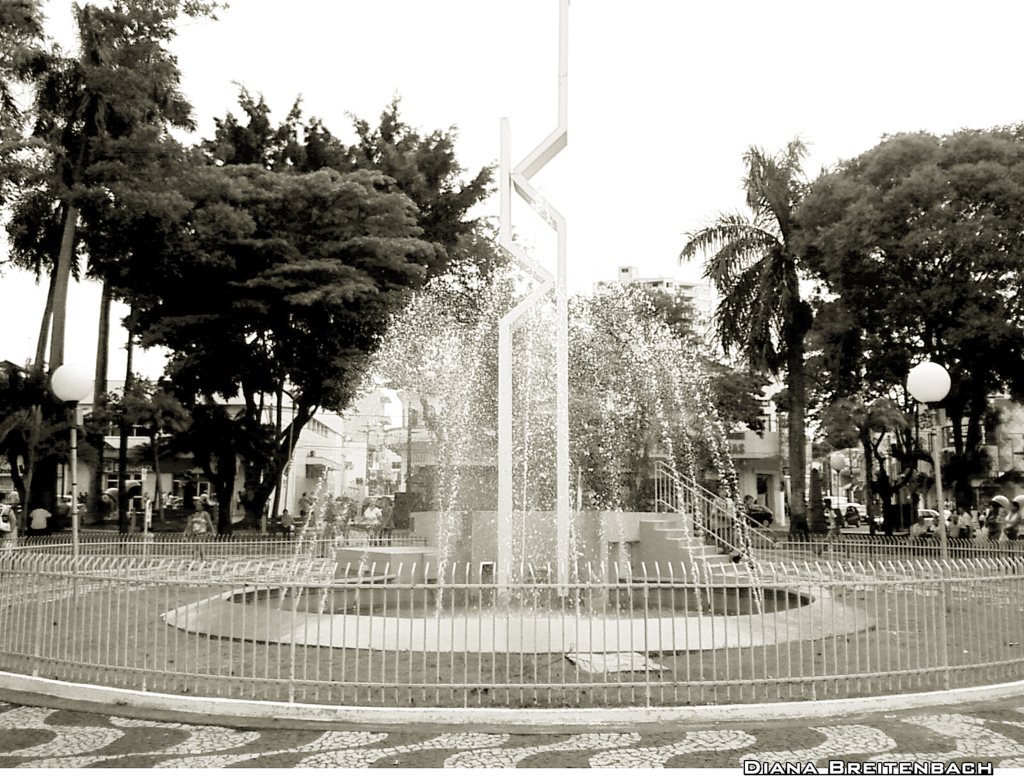
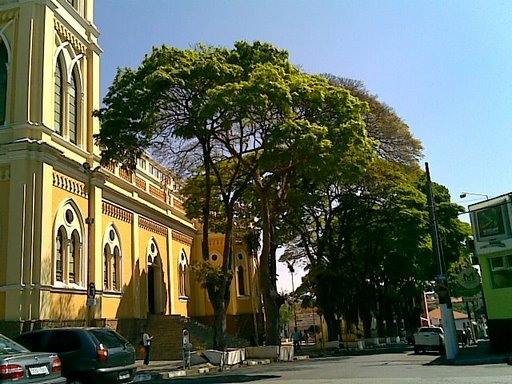
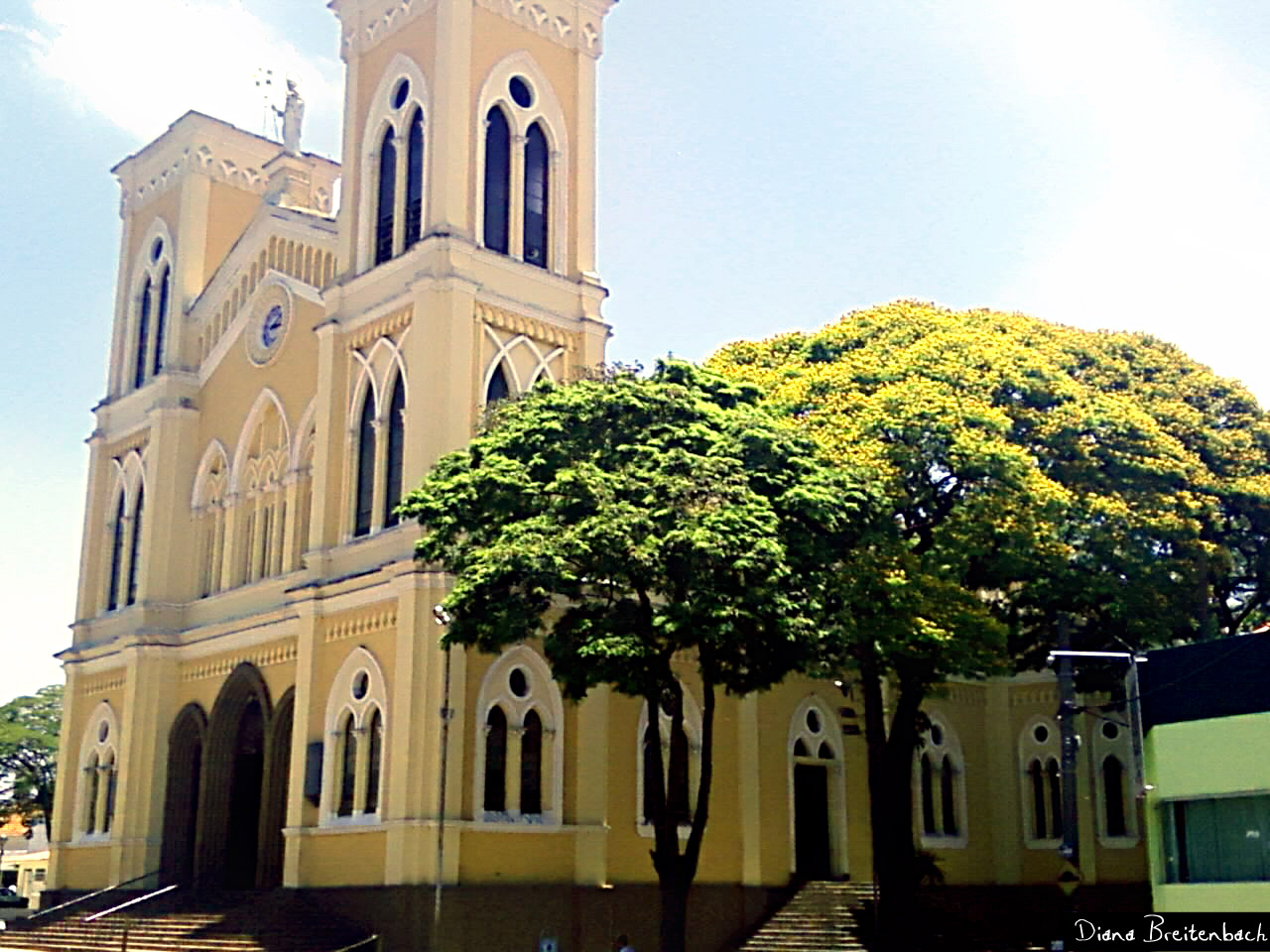
Собор